# Утена
Утена або Утяни (лит. Utena, пол. Uciana, біл. Уцяны) — місто на північному сході Литви, адміністративний центр Утенського повіту й Утенського району.
В місті розташовані: Утенська церква Вознесіння Христового (побудована 1884; поруч — старе кладовище), невелика православна Утенська церква Вознесіння, Утенська стара церква (з 1991), нова Утенська церква Провидіння (освячена 2005), Утенська баптистська церква, Публічна бібліотека А. Утенаса і М. Мішкіні, культурний центр центр допомоги сім’ї та дітям, діючий  туристичний інформаційний центр, два поштові відділення, Утенський краєзнавчий музей (з 1929). Є водопровідна вежа (пам'ятка історії), пошта (стара пошта, класицизм 19 ст., архітектор Вацловас Рішеліс), Каплиця Діви Марії, Цариці мучеників в пам'ять про партизанів східної Аукштайтії (на пагорбі Канню біля озера Даунішкіс), пам'ятник Йонасу Басанавічюсу (на центральній вулиці міста).
На півночі Утени знаходиться центральна районна лікарня. Влітку в місті, на місцевому імодромі проводяться перегони.

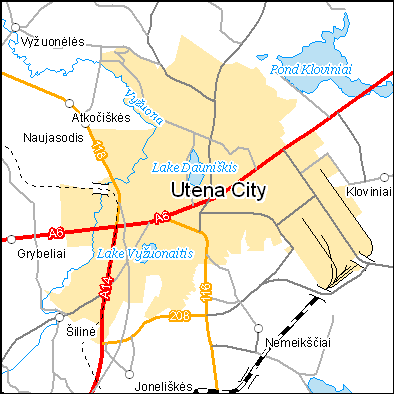
Перетин сільських доріг в Утені

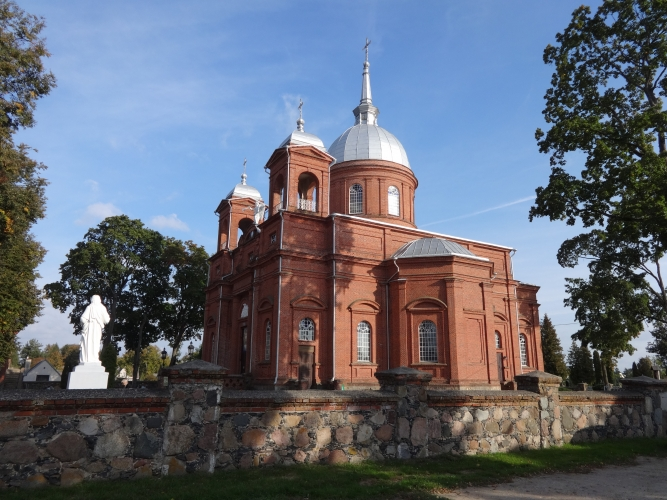
Церква Вознесіння Христового в Утені

## Положення і загальна характеристика
Місто розташоване на шосе Санкт-Петербург — Калінінград, за 103 км на північний схід від Вільнюса. Пивоварене виробництво; виробниче трикотажно-галантерейне об'єднання; м'ясокомбінат.

## Населення
У 1990 нараховувалось 35,2 тис. мешканців, зараз 33 086 (2005).

## Назва
Назва міста імовірно походить від гідроніма — первісної назви річки Утенайте, Утенеле (лит. Utenaitė, Utenėlė).
Околиці рясніють назвами вод із коренем «uten-»: озера Utenas, Vyžuonaitis і Utenykštis, річка Utenėlė (або «Utenaitė»). Місто також в різні часи називали Утень, Уттен, Вітена та ін.

## Географія

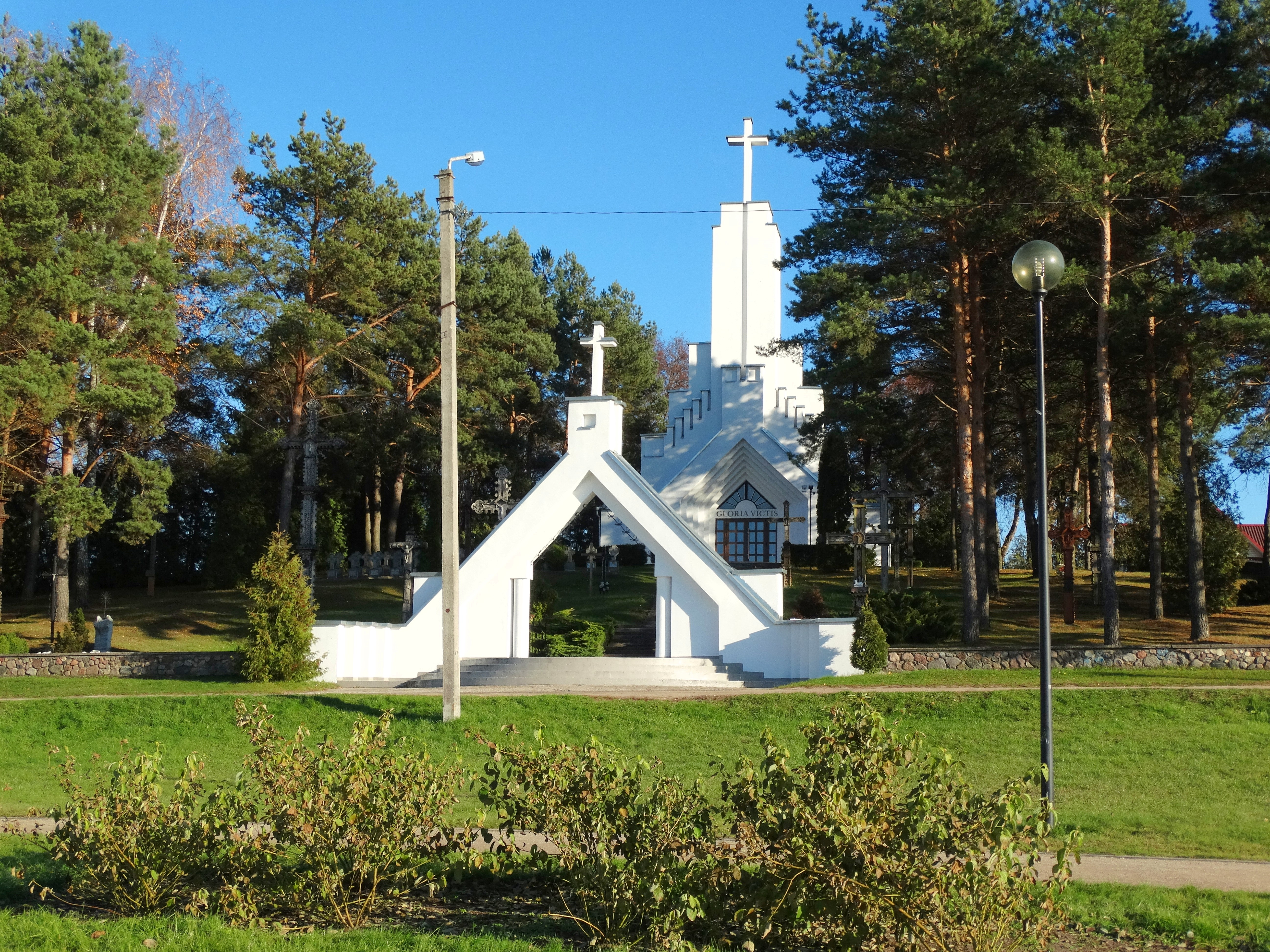
Меморіал партизан біля Каплиці Діви Марії, Цариці Мучеників. Пагорб Мучеників

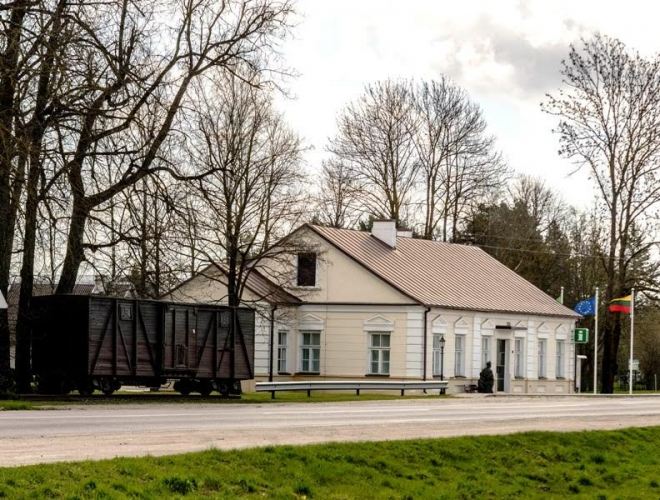
Утенський музей боротьби за свободу

Через Утену протікають Крашуона та її притока Вієша. Крашуона в центрі міста змінює назву на Вижуона від місця злиття з Вижуонеле, яка витікає з озера Вижуонайтіс. Притоки Вижуони — Утенеле (або Утенайте) і Раше. У Телькші є два озера - Вижуонайтіс і Даунішкіс.
1 лютого 1956 в Утені зафіксували рекорд найменшої температури повітря для всієї Литви: -42,9 °C. У червні 1986 в Утені був зафіксований рекордний вітер (40 м/с).
В Утені є міський парк. Стукса — Утенський камінь з чашею (археологічна пам'ятка). Ведільний пагорб (стоїть біля дамби Кловині).

### Контакт

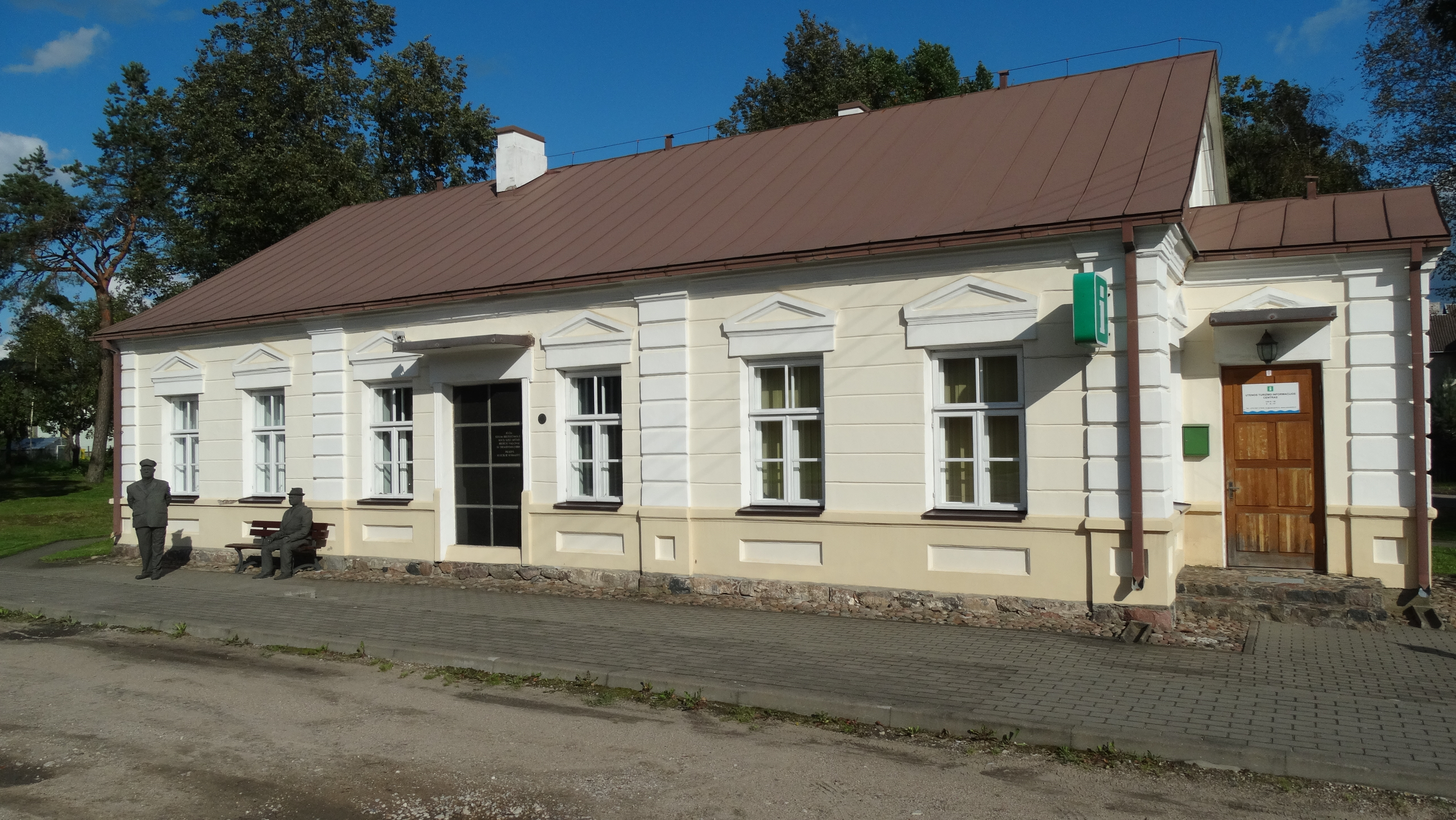
Утенська вузькоколійна залізнична станція «Siauruk» (колишня)

Через Утену пролягають дві магістралі:
- A6
- A14

Заміські дороги:
- KK111
- KK118
- KK208

## Історія

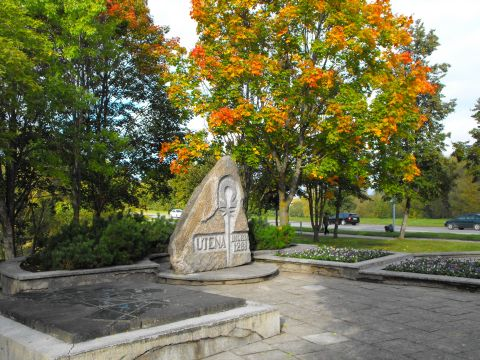
Пам'ятний камінь, присвячений заснуванню міста

Утена – одне з найдавніших поселень Литви. Археологічні дослідження підтвердили попередні припущення вчених про те, що стара Утена була приблизно в 3-5 км на південний захід від сучасного міста поблизу Наркунайських курганів. Поселення виникло там ще в II тис. до н.е. На думку К. Буги, через Утену проходила південна межа території, населеної племенем селі.
Згідно з легендарною версією литовського літопису (Хроніка Биховца), Утену заснував литовський князь Утеніс, на честь якого і назване місто. Згідно з хронікою М. Стрийковського, місто заснував Утеніс, син великого князя Литовського і Жемайтського, князя Новогрудського Куковійта. Після смерті батька в 1221 біля річки Швянтої Утеніс спорудив пам'ятник (ідол), довкола якого виріс ліс, названий на честь Куковайтіса.
У письмових джерелах Утена згадується з 1261, коли король Міндовг у листі до Ордену мечоносців передав землі Уттен за надану допомогу. 
У 13-14 ст. на великому кургані збудовано могутній Утенський замок, поряд з яким розташоване городище. Згідно з літописами 1281 замком правив князь Даумантас, брат якого Нарімантас, помстившись за викрадену дружину, оточив своїм військом Утену. Зазнавши поразки, Даумантас був змушений тікати до Пскова.
Герман з Вартберг писав, що лівонський воєначальник Вільгельм де Вімерсхайм 1373 спустошив землі «Віттена», а в 1375 спустошив землі «Уттена». 
30 січня 1433 — 9 лютого 1444 під час війни мечоносці неодноразово тероризували Утенський край, а в серпні замок був зруйнований ворогами, кургани ж втратили своє оборонне значення. Потім поселення було перенесене на теперішнє, економічно більш зручне місце.
Перший костел (Утенська церква Вознесіння Христового) побудований у 1416. 
1499 Великий князь Литовський Олександр призначив Миколаса Глінського намісником Утени. 
1599 Утена отримала торговий привілей. Це призвело до зростання міста. У його центрі створено квадратну ринкову площу. Наприкінці 16 ст. — на початку 17 ст. місто було переплановано за прямокутним стандартним планом. 
У 1655 місто пережило нашестя російського війська. 
Під час Північної війни (1700–1721) Утена була зруйнована шведською армією, яка вторглася до Литви. У 18 ст. тут відкрито парафіяльну школу. 1781 її відвідали 20 дітей. Після поділу Речі Посполитої садиба Утена перейшла у приватні руки.
У 1812 місто постраждало від наполеонівських військ. На околицях відбувались битви під час повстань 1831 і 1863 років. Розвитку міста перш за все як транспортного вузла сприяло вдале місце розташування. 
Місто почало відновлюватися, коли у 1836 збудували шосе Санкт-Петербург-Варшава. Це перше шосе в Литві. Ділянка Зарасай-Каунас була побудована в 1830-1836. Були створені кращі умови для торгівлі та зростання міста. Біля шосе 1835–1836 на той час була побудована кінно-поштова станція з житлом і конюшнею, яка була найбільшою установою в Утені. 1854 розпочате будівництво телеграфної лінії Петербург-Варшава через Зарасай і Утену, на пошті встановлено телеграфну станцію. 1869 побудована Утенська церква Сергія Радонезького. 
У 1879 пожежа знищила три чверті Утени. 1895-1899 через Утену прокладено вузькоколійну залізницю Паневежис–Паставіс
1918 на пошті була створена телефонна станція. У 1915-1918 рр. Утена окупована Німеччиною, потім Совєцьким Союзом, який був витіснений за допомогою німецької армії 1 червня 1919 р.. У 1924 або 1926 Утені надані права міста. 
Нинішнє місто виросло на своєму історичному традиційному місці - глибокі долини, що охоплюють озера Даунішкіс і Вижуонайтіс, досягають річки Вижуонас, лісу Скайсташіліс.
У 1954 в Утені створена медична школа. У 1955 відкрита Утенська психіатрична лікарня.
Після Другої світової війни на околицях міста діяли литовські партизанські загони.
Розвиток промисловості за совєцьких часів:
- 1960 – завод лабораторних електропечей.
- 1967 – об’єднання виробництва трикотажних та галантерейних виробів Маріте Мельнікайте.
- 1976 – утенський м’ясокомбінат.
- 1980 – молокозавод;
- 1977 – безалкогольний комбінат (виробництво «Pepsicola» та «Fanta»).
- 1980 – трактороремонтний завод;
- 1984 – завод залізобетонних конструкцій.

Тут працював також політехнічний інститут, профтехучилище. 1979 Утенська пошта переїхала зі старої пошти в нове приміщення.
1996 підтверджено нинішній герб Утени — золота підкова, символ щастя.

### Самоврядування
Торговельний привілей, наданий Утені у 1599, не надавав інших прав самоврядування, місто залишалося центром Утенського повіту. Тільки в 1791 місту було надано магдебурзьке право, але міщани ним не скористалися, бо незабаром уся земля належала царській Росії. Землі Утени належали до Укмергського повіту.
В Першу світову війну Утена стала центром повіту. 1918 більшовики, які окупували місто, заснували свій революційний комітет, але 2 червня 1919 литовська армія  |1-й піхотний полк великого литовського князя Гедиміна на чолі з офіцером Казисом Ладигою звільнив місто та заснував міську волость і створив Утенський повіт, який був скасовано лише 1950. Під час окупації СРСР Утена не мала справжнього самоврядування.
1990 була обрана Утенська районна муніципальна рада, а з 1995 місто має статус окремого округу в муніципалітеті.

## Промисловість
У 1960 побудований завод лабораторних електропечей, за чотири кілометри від Утени, в Наркунаї. В 1967 р. першу продукцію виготовила трикотажна фабрика, а в 1975 р. після підключення Зарасайського трикотажно-галантерейного підприємства вона стало найбільшим промисловим підприємством міста.
В Литві та за кордоном  зараз працюють такі відомі компанії з Утени - ПАТ Švyturys-Utenos, АТ Utenos trikotažas, Utenos meat, АТ Rokiškio sūris.

## Населення
| Динаміка населення з 1823 по 2018 |          |          |          |          |          |        |
| 1823                              | 1885     | 1897пер. | 1902     | 1923пер. | 1931     | 1939   |
| 500                               | 884      | 3200     | 3188     | 4890     | 5339     | 6276   |
| 1959пер.                          | 1970пер. | 1976     | 1979пер. | 1989пер. | 2001пер. | 2006   |
| 7200                              | 13 300   | 20 100   | 23 461   | 34 430   | 33 860   | 32 881 |
| 2007                              | 2008     | 2009     | 2010     | 2011пер. | 2014     | 2017   |
| 32 789                            | 32 572   | 32 476   | 31 943   | 28 997   | 27 484   | 26 491 |
| 2018                              | -        | -        | -        | -        | -        | -      |
| 25 859                            | -        | -        | -        | -        | -        | -      |
| Гістограма динаміки населення     |          |          |          |          |          |        |

## Міста-побратими
Угоди про співпрацю було підписано з шістьма містами:
- Холм, Польща
- Ковель, Україна
- Лідчопінг, Швеція
- Понтінія, Італія
- Прейлі, Латвія
- Тршебонь, Чехія

## Світлини
|  |  |

|  |  |  |  |